# Exoprosopa restricta
Exoprosopa restricta är en tvåvingeart som beskrevs av Mario Bezzi 1924. Exoprosopa restricta ingår i släktet Exoprosopa och familjen svävflugor. Inga underarter finns listade i Catalogue of Life.